# 松田岩夫
松田 岩夫（まつだ いわお、1937年（昭和12年）5月19日 - 2022年（令和4年）2月3日）は、日本の政治家、通産官僚。位階は従三位。元衆議院議員（通算3期）、元参議院議員（2期）。
岐阜県岐阜市出身。第3次小泉改造内閣において、2005年（平成17年）10月31日から2006年（平成18年）9月26日まで、内閣府特命担当大臣（食品安全、科学技術政策）、情報通信技術 (IT)担当大臣を務めた。

## 来歴・人物
岐阜県立加納高等学校を経て、1960年（昭和35年）に東京大学法学部（法律学）を卒業後、通商産業省に入省。同期に、堺屋太一、熊野英昭（元通産事務次官）、高橋達直、吉田文毅（特許庁長官）、若林茂（大臣官房審議官、旧ヤハギ社長）など。
1964年ロンドン大学留学、1973年日本貿易振興機構ニューヨーク勤務などを経て、1981年（昭和56年）に名古屋通産局総務部長で退官。1986年（昭和61年）の第38回衆議院議員総選挙に立候補し、初当選。以降、3回連続当選。1993年（平成5年）、自民党を離党して新生党、新進党の結党に参加。1996年（平成8年）の総選挙では野田聖子に敗北。1998年（平成10年）からは参議院に鞍替えし、一時期無所属となり、無所属のまま院内会派の民主党新緑風会に入会するが、1999年の第145回国会では自自連立政権（小渕改造内閣）に同調。会期後の8月16日に民主党・新緑風会の会派を離れ、さらに自民党に復党した。自民党では平成研究会に所属していた。
2005年（平成17年）の郵政解散では、郵政民営化法案の採決で反対票を投じた野田が自民党籍を持ったまま無所属で立候補する意向を示したのに対して党本部から送られた刺客候補の佐藤ゆかりを真っ先に支援表明。党本部の意向に反して野田、さらには野田に同調した藤井孝男と当時県連会長の職にありながら造反に踏み切った古屋圭司も支援する方針を決めた岐阜県連と対立した。衆議院3回当選歴があるものの、参議院2回当選歴での入閣は、この論功行賞ともいわれる。
日米国会議員会議を提唱し、1986年（昭和61年）より実現すると日本側議長に就任。以後、落選時を除いて22年間日本側議長を務めた。
2009年（平成21年）12月に、次期第22回参議院議員通常選挙には立候補せず、政界を引退する意向を表明。その後、2010年（平成22年）3月1日に、自身の政策秘書であった小見山幸治が、自身の選挙区であった岐阜県選挙区で民主党から立候補することになったため、自身も自民党幹事長の大島理森宛に離党届を提出した。しかし1993年（平成5年）に離党し、その後復党、更にまた離党という経緯が問題視され、自民党岐阜県連も、小見山が発表の時点でまだ自民党籍を持ったままだったことを厳しく非難。県連は翌2日、小見山が提出した離党届を受理せず、除名にした上で、県連会長の金子一義が松田自身についても、厳しい処分を行うよう党本部に要請する事態となった。このため離党届は11日に開かれた党紀委員会会合で了承されず、逆に除名処分が決まった。
2010年（平成22年）秋の叙勲で旭日大綬章を受章。
2022年2月3日16時45分、低血糖のため、神奈川県相模原市の病院で死去。84歳没。死没日付で従三位に叙された。

## 所属していた団体・議員連盟
- 神道政治連盟国会議員懇談会
- 日韓議員連盟
- 北京オリンピックを支援する議員の会

## 栄典
- 従三位（2022年）
- 日本：旭日大綬章 - （2010年）
- ベトナム: 友好勲章（英語版） - （2013年9月14日）